# Adriana Colin
Adriana Conceição Colin (Boa Esperança do Sul, 14 de junho de 1966), é uma modelo, miss, apresentadora e jornalista brasileira. É tia da atriz Letícia Colin.

## Primeiros anos
Aos quatro anos de idade Adriana Colin vai com a família para São Carlos, onde vive até 1987. Em 1988, ela muda para São Paulo para integrar o elenco do programa Veja o Gordo, comandado por Jô Soares, recém-chegado ao SBT. Também participa do programa A Praça é Nossa, como figurante.
Nessa época, já fazia trabalhos como modelo fotográfica e desfiles.

## Carreira

### Miss São Paulo
Em 1989, Colin torna-se Miss São Carlos e em seguida Miss São Paulo. No Miss Brasil daquele ano termina em segundo lugar, atrás de Flávia Cavalcanti Rebelo, representante do Ceará.

### Modelo e carreira musical
Logo após o concurso, o fotógrafo Luís Trípoli a chama para ser sua modelo exclusiva. Um ano depois, Adriana deixa de ser modelo de Trípoli e passa a cantar com Andreia Reis, Mel Nunes, Eliana e Rosane Muniz no grupo Banana Split, com o qual faz shows pelo país e na Europa.
Em terras estrangeiras, ela aproveita e faz vários desfiles de alta-costura de Milão a Nova Iorque para a marca Versace.

### Televisão
Em 1993, Colin deixa o Banana Split e começa a estudar Jornalismo e Educação Física. Na metade do ano seguinte, ela volta à televisão apresentando o programa esportivo A Grande Jogada, na extinta Rede Manchete, onde fica até o fim de 1995. Em 1997, atua como locutora no programa Supervolley, do SporTV, até o início de dezembro daquele ano, quando volta ao SBT para apresentar o programa Fantasia, por lá permanecendo até setembro de 1998.
Em 1997 teve uma breve passagem pela TV Gazeta, onde apresentou o Gazeta Esportiva. Em 2000, já formada em Jornalismo e em Educação Física, ela ruma para a Record, onde ficaria por dois anos apresentando programas esportivos.
Em 2002, Colin torna-se apresentadora comercial do Domingão do Faustão, da Rede Globo. Sete anos depois, em dezembro de 2009, ela tem sua última apresentação no programa. A Central Globo de Comunicação (CGCom) negou que Adriana tivesse sido demitida por causa da idade. Seu contrato venceu em janeiro de 2009, mas foi estendido até janeiro de 2010. Contudo, alegando "mudanças no programa", a emissora decidiu dispensá-la. "O Domingão do Faustão está sempre se renovando e essas mudanças fazem parte da dinâmica do programa. Os critérios desta alteração foram artísticos", dizia a nota da assessoria de imprensa da emissora.
Atualmente, a apresentadora está fora da mídia, mas continua apresentando eventos corporativos Brasil afora.